# Ceronema dryandrae
Ceronema dryandrae är en insektsart som beskrevs av Fuller 1897. Ceronema dryandrae ingår i släktet Ceronema och familjen skålsköldlöss. Inga underarter finns listade i Catalogue of Life.